# Retrato del cerebro
Retrato del cerebro (en inglés A Portrait of the Brain) es un ensayo de Adam Zeman –neurólogo y profesor de neurociencia cognitiva y neurología conductual en la Universidad de Exeter - publicado en 2008 y traducido al español en 2009.

## Contenido
Zeman explica cómo funciona el cerebro ayudándose de las historias clínicas de varios pacientes con trastornos neurológicos como la epilepsia, la fatiga crónica, la apoplejía, la pérdida de memoria, la narcolepsia, el déjà vu crónico, el baile de San Vito -síndrome de Tourette-, la enfermedad de Creutzfeldt-Jakob -similar a la encefalopatía espongiforme bovina o enfermedad de las vacas locas-.
Zeman estructura el libro exponiendo el funcionamiento del cerebro desde los niveles más simples o elementales avanzando hasta los más complejos. En cada capítulo explica qué sucede cuando se produce algún problema en el funcionamiento de cada uno de estos niveles. 
La especial aportación de Zeman consiste en apreciar aquello que el funcionamiento del cerebro y sus disfunciones nos indican sobre el yo human. El libro sigue en buena medida la tradición de los escritos de Oliver Sacks y Aleksandr Lúriya.

## La mente emerge de la materia
En este libro Zeman hace hincapié en algunos aspectos ya señalados en su libros Consciencia, donde nos indica que 'somos más que el cerebro' aunque no podemos ser más que lo que nos permite el cerebro ya que lo que denominamos mente emergería de la materia; los fenómenos de la mente tienen, para Zeman, una base fisiológica en el cerebro. Aunque el autor no se sitúa explícitamanete en el emergentismo si que explicita algunas de sus ideas, frente al dualismo y al reduccionismo. Para el emergentismo, situado en la órbita de la Teoría de sistemas y la dinámica de sistemas, todo es mayor que la suma de las partes.

### La respuesta de lo que somos está en el cerebro
En el libro Retrato del cerebro, Zeman recupera la pregunta ¿qué somos?, echa por Chaucer, y considera que puede ser respondida si llegamos a conocer cómo funciona nuestros cerebro:

...somos lo que somos porque llevamos dentro del cráneo este pasmoso dispositivo biológico que moldea nuestros pensamientos y guía nuestras acciones, hecho de unos cien mil millones de células que establecen entre sí unos cien billones de interconexiones, el sistema más complejo de todos los sistemas hasta ahora descubiertos en el universo. Indudablemente, el cerebro tiene que poseer la clave de la naturaleza humana: comprenderla nos permitirá entender también muchas de las cosas que nos intrigan acerca de nosotros mismos.

Para Zeman, sin embargo existen límites al estudio del cerebro ya que la subjetividad introspectiva de la conciencia que no puede ser estudiado directamente por la observación empírica.

## Índice del libroRetrato del cerebro
El libro se estructura en diez capítulos –que avanzan en progresión sistémica y en complejidad junto con un caso clínico como hilo conductor-, con un prólogo, una introducción, un epílogo y varios apéndices. En cada capítulo Zeman expone uno a uno los diez niveles de organización en que estructura el cerebro: átomo, gen, proteína, organela, neurona, sinapsis, red neural, lóbulo, psique y alma:
- 1.- Átomo – Estoy cansado
- 2.- Gen - ¡Estate quieto!
- 3.- Proteína – La luz del alba
- 4.- Organela - Metamorfosis
- 5.- Neurona – Perdido al traducir
- 6.- Sinapsis – El sueño del Dr. Gelineau
- 7.- Red neural – La sensación de pre-existir
- 8.- Lóbulo – El arte de perder
- 9.- Psique - Traición
- 10.- Alma – La anatomía del alma
- Epílogo – O Magnum Mysterium